# بولاوسكا
بولاوسكا (بالبولندية: Ulica Puławska)‏ من الشوارع الرئيسية لمدينة وارسو ببولندا. وهو يربط وسط المدينة الجنوبي والأحياء الجنوبية لموكوتوف وأورسينو بضاحية بياسيتشنو .

## روابط خارجية
- باللغة البولندية تاريخ بولاوسكا